# 1902–1903-as északír labdarúgó-bajnokság (első osztály)
Az 1902–1903-as Irish League volt a 13. alkalommal megrendezett, legmagasabb szintű labdarúgó-bajnokság Észak-Írországban. A szezonban 8 klubcsapat vett részt.
A címvédő a Linfield volt. A bajnokságot a Lisburn Distillery csapata nyerte meg.

## Tabella
| Hely. | Csapat             | M  | Gy | D | V  | G+ | G– | Gk  | P  | Továbbjutás vagy kiesés |
| ----- | ------------------ | -- | -- | - | -- | -- | -- | --- | -- | ----------------------- |
| 1.    | Lisburn Distillery | 14 | 9  | 2 | 3  | 34 | 20 | +14 | 20 | A szezon bajnoka        |
| 2.    | Linfield           | 14 | 8  | 3 | 3  | 38 | 16 | +22 | 19 |                         |
| 3.    | Glentoran          | 14 | 7  | 3 | 4  | 30 | 18 | +12 | 17 |                         |
| 4.    | Belfast Celtic     | 14 | 7  | 2 | 5  | 35 | 23 | +12 | 16 |                         |
| 5.    | Derry Celtic       | 14 | 4  | 4 | 6  | 27 | 31 | −4  | 12 |                         |
| 6.    | Cliftonville       | 14 | 5  | 3 | 6  | 17 | 21 | −4  | 11 |                         |
| 7.    | Bohemian           | 14 | 3  | 3 | 8  | 22 | 36 | −14 | 9  |                         |
| 8.    | Ulster             | 14 | 3  | 0 | 11 | 13 | 51 | −38 | 6  |                         |

1. ↑  2 pontot levontak a végeredményből

## Meccstáblázat
| Hazai \ Vendég     | BCE | BOH | CLI | DCE | DIS | GLT | LIN | ULS |
| ------------------ | --- | --- | --- | --- | --- | --- | --- | --- |
| Belfast Celtic     | —   | 2–1 | 1–1 | 2–0 | 1–2 | 3–1 | 4–2 | 4–0 |
| Bohemian           | 1–4 | —   | 1–1 | 3–3 | 2–1 | 1–3 | 0–3 | 5–1 |
| Cliftonville       | 2–1 | 2–3 | —   | 2–0 | 1–3 | 1–0 | 0–2 | 1–0 |
| Derry Celtic       | 3–3 | 2–1 | 2–2 | —   | 3–1 | 4–1 | 1–1 | 6–0 |
| Lisburn Distillery | 2–1 | 5–0 | 1–3 | 3–1 | —   | 1–1 | 2–1 | 2–1 |
| Glentoran          | 2–1 | 4–0 | 2–1 | 6–0 | 2–2 | —   | 0–1 | 4–1 |
| Linfield           | 6–1 | 2–2 | 4–0 | 3–0 | 2–4 | 1–1 | —   | 5–1 |
| Ulster             | 0–7 | 3–2 | 1–0 | 3–2 | 1–5 | 1–3 | 0–5 | —   |